# 24 (сериал)
Вижте пояснителната страница за други значения на 24.
„24“ е американски сериал, пресъздаващ сценарий в „реално време“, което означава, че всяка една минута излъчена от сериала съответства на една минута от живота на персонажите. Рекламите блокове обикновено се поставят, когато не се случва нищо важно, например героят кара своя автомобил и в края на рекламите достига до крайната си точка. Това позволява сериалът да продължи един цял ден (тъй като е съставен от 24 епизода) без да се нарушава целостта на действието. Всъщност като се приспаднат рекламните блокове една серия продължава около 45 минути. „Реалното време“ на действието се подчертава от цифров часовник, който обикновено се появява преди и след рекламния блок и разделение на екрана, при което се показват различните сюжетни линии. „24“ е носител на Еми и Златен глобус. Излъчва се за първи път на 6 ноември 2001 година. Кийфър Съдърланд e в главната роля на агент Джак Бауър, който работи за фиктивната правителствена Антитерористична част (или на английски Counter Terrorist Unit), разположена в Лос Анджелис. Създатели на сериала са Джоел Сърнау и Робърт Кокран, известни с участието си в създаването на „Никита“. Поради това не е трудно да се открият прилики между двата сериала. За написването на музиката към сериала е привлечен и композиторът Шон Калери. След края на 8 сезон има спекулации за направата на филм в бъдеще, но така и работата по него не започва. На 5 май 2014 г. започва минисериалът „24: Не умирай днес“ с 12 епизода, чието действие се развива четири години след края на осми сезон.

## Основни персонажи
- Джак Бауър (в ролята Кийфър Съдърланд) е роден на 18 февруари 1966 година в Санта Моника, Калифорния. Има бакалавърска степен по Английски език и магистърска по Криминология от университета Бъркли. Записва се в армията и след това се присъединява към Делта Форс спец-частите. След армията следват SWAT отдела на полицейско управление Лос Анджелис и ЦРУ. Неговият стар приятел Ричард Уолш го вербува за директор на Антитерористична част в Лос Анджелис.
- Дейвид Палмър (в ролята Денис Хейсбърт) е сенатор от Мериленд и кандидат за президент от Демократическа партия на САЩ. Има юридическо образование от университета в Джорджтаун и докторат по политическа икономика от университета в Мериленд. Започва кариерата си като адвокат в адвокатската фирма „Фидли, Бероу и Бейн“. Във времето е член на няколко щатски комитета, става сенатор и вследствие – първият чернокож президент на САЩ.
- Тони Алмейда (в ролята Карлос Бърнард) е един от най-доверените хора на Джак Бауър. Има бакалавърска степен по Компютърни науки от Държавния университет в Сан Диего и магистърска по същата специалност от Станфорд. Служил е във военноморските части на САЩ, като първи летейтенант. Военното си обучение е преминал в Училището за снайперисти на Трета военноморска дивизия, както и Училището по наблюдение и прихващане на цели към Първа военноморска дивизия. Сертифициран инструктор по самозащитната техника „Крав Мага“. Преди да се присъедини към Антитерористичната част в Лос Анджелис е работил в корпорация Трансмета като системен анализатор. Цялото му име е Антъни Алмейда.
- Клои О'Брайън (в ролята Мери Лин Рейскъб) е виртоуз в компютърните науки, по-специално в Cerberus и PlutoPlus. Има бакалавърска степен от Калифорнийския университет. В Антитерористичната част е старши анализатор. След сезон 4 е най-близкият и доверен човек на Джак Бауър.
- Одри Рейнс (в ролята Ким Рейвър) е родена в Олбани, Ню Йорк. Има бакалавърска степен по Английски език от университета в Йейл и магистърска степен по обществени политики от университета в Браун. Назначена е за връзка между агенциите към Министерството на отбраната заради опита и уменията ѝ като старши анализатор към същото министерство. Романтично обвързана с Джак Бауър от сезон 4.
- Мишел Деслър (в ролята Рейко Ейлсуърт) е съпруга на Тони Алмейда и също доверен приятел на Джак Бауър. Първоначално работи като мениджър на интернет протоколите, но през следващите сезони става директор на Антитерористичната част в Лос Анджелис. Има бакалавърска степен по Компютърни науки от Калифорнийския университет.
- Ким Бауър (в ролята Елиша Кътбърт) е дъщеря на Джак Бауър. Първоначално следва в гимназия Санта Моника, но след смъртта на майка си престава да посещава училище и започва работа като гледачка. Във времето се връща в училище и завършва компютърни науки в колежа Санта Моника. Назначена е в Антитерористичната част в Лос Анджелис.

## Повтарящи се сюжетни линии
Внимание:  Текстът по-долу разкрива сюжета на произведението (или части от него)!
През сезоните сценаристите се опират на някои утвърдени и добре изпитани сюжетни линии в името на по-добрия сценарий. На първо място това са оръжия за масово поразяване – в основата на сезони 2 и 6 стоят ядрени бомби, в сезон 3 – смъртоносен вирус, а в сезон 5 – невропарализиращ газ.
Твърде е възможно сюжетът да се натъкне и на предатели – често Антитерористичната част е копрометирана от предатели. В сезон 5 са показани и такива в Белия дом.
Също така важен момент е и позоваването на 25-ата поправка – в раздел 4 е упоменато, че ако мнозинството от правителството в САЩ сметне, че президентът е неспособен да изпълнява задълженията си, законодателството им дава право да го свалят от власт. В сезон 2 правителството сваля Дейвид Палмър, заради решението му да не отвръща с военна сила срещу държавите, които според разузнаването са отговорни за терористичната заплаха с ядрената бомба. В сезони 4 и 6 правителството отново се позовава на нея след неуспешни опити срещу президентите Кийлър и Уейн Палмър.
Най-често обаче се случва Джак Бауър да наруши някой установени правила и протоколи – поне веднъж във всеки един сезон. Освен това той успява да убеди и други агенти да му помагат и винаги получава амнистия за своите действия. Други често застъпени сюжетни линии са заплашване на членове от семейството, за да се принуди определен човек към съдействие и размяна на имунитет срещу информация.

## Антитерористична част (Отдел за борба с тероризма)
Антитерористичната част / Отдел за борба в теороризма (Counter Terrorist Unit) е несъществуваща правителствена агенция, измислена специално за сериала. В реалния живот е подобна на Общата част за борба с тероризма на ФБР и Полицейско управление Ню Йорк и Отдела за специални дейности в Антитерористичния център на ЦРУ. Щаб-квартирата е във Вашингтон със сателитни операции в големите градове, където е вероятно да се случат терористични заплахи. Основна цел на Антитерористичната част е да се бори с всякаква терористична дейност, заплашваща САЩ, независимо дали участниците са в страната или извън нея. Тъй като агенцията има офис във всеки голям град, играе жизненоважна роля в изграждането на политика по сигурността и разкриване на групи, финансиращи тероризъм. Въпреки че Антитерористичната част не съществува в реалния живот, правителството основа Национален антитерористичен център.
Антитерористичната част често изживява трудни моменти в името на сценария – или се изправя срещу двойни агенти или е атакувана и превземана от различни терористични части.
Антитерористичната част не същестува по време на сезон 7, но е възобновена в сезон 8.

## 24 – филмът
През 2008 година се очакваше да излезе пълнометражен филм 24, като според официалното списание 24, Мери Лин Рейскъб и Ким Рейвър ще вземат участие в лентата, както и Кийфър Съдърланд. За филма ще бъде изоставена концепцията за реално време, но според сценаристите той ще покрие 24-часов период. Филмирането е планувано да се осъществи в Лондон, Прага и Мароко. На 1 октомври 2008 година Съдърланд заявява, че заснемането на филма няма да започне преди да е завършил сериала, тъй като е трудно за сценаристите да съвместят пълнометражна продукция със сезон от шоуто. По думите на актьора за реализация на филм може да се говори през 2010 година. След края на 8 сезон има спекулации за направата на филм в бъдеще, но вместо това идеята еволюира в минисериала „24: Живей още един ден“, чието действие да се развие в рамките на 12 епизода.

## Актьорски състав
| Актьор               | Персонаж       | Участва в   | През сезони   | Роля         |
| -------------------- | -------------- | ----------- | ------------- | ------------ |
| Кийфър Съдърланд     | Джак Бауър     | 192 епизода | 1 – 8         | герой        |
| Лесли Хоуп           | Тери Бауър     | 24 епизода  | 1             | герой        |
| Сара Кларк           | Нина Майърс    | 36 епизода  | 1 – 3         | злодей       |
| Елиша Кътбърт        | Ким Бауър      | 72 епизода  | 1 – 3, 5 и 8  | герой        |
| Денис Хейсбърт       | Дейвид Палмър  | 80 епизода  | 1 – 5         | герой        |
| Зандър Бъркли        | Джордж Мейсън  | 27 епизода  | 1 – 2         | герой        |
| Пени Джонсън Джералд | Шери Палмър    | 45 епизода  | 1 – 3         | злодей       |
| Карлос Бърнард       | Тони Алмейда   | 95 епизода  | 1 – 5 и 7     | герой        |
| Рейко Ейлсуърт       | Мишел Деслър   | 62 епизода  | 2 – 5         | герой        |
| Джеймс Бадж Дейл     | Чейс Едмъндс   | 24 епизода  | 3             | герой        |
| Албърта Уотсън       | Ерин Дрискол   | 12 епизода  | 4             | герой        |
| Уилям Дивейн         | Джеймс Хелър   | 14 епизода  | 4,6           | герой        |
| Лана Парила          | Сара Гавин     | 12 епизода  | 4             | герой        |
| Мери Лин Райскъб     | Клои О'Брайън  | 115 епизода | 3 – 8         | герой        |
| Джеймс Морисън       | Бил Бюкенън    | 54 епизода  | 4 – 7         | герой        |
| Грегъри Ицин         | Чарлс Лоугън   | 36 епизода  | 4 –5 -6 и 8   | злодей       |
| Луи Ломбарди         | ЕдгарСтайлс    | 37 епизода  | 4 – 5         | герой        |
| Джийн Смарт          | Марта Лоугън   | 24 епизода  | 5 – 6         | герой        |
| Ди Би Уудсайд        | Уейн Палмър    | 48 епизода  | 3 – 5 и 6     | герой        |
| Питър Макникъл       | Том Ленъкс     | 24 епизода  | 6             | герой        |
| Джейн Аткинсън       | Карен Хейс     | 30 епизода  | 5 – 6         | герой        |
| Ерик Балфур          | Майло Пресман  | 28 епизода  | 1 и 6         | герой        |
| Карло Рота           | Морис О'Брайън | 26 епизода  | 5 – 7         | герой        |
| Марисол Никълс       | Надя Ясир      | 24 епизода  | 6             | герой        |
| Реджина Кинг         | Сандра Палмър  | 9 епизода   | 6             | герой        |
| Боб Гънтън           | Итън Канинг    | 3 епизода   | 6 – 7 и 8     | герой        |
| Джъд Чикорела        | Майк Новик     | 58 епизода  | 1 – 2 и 4 – 5 | герой        |
| Глен Моршауър        | Арън Пиърс     | 39 епизода  | 1 – 5- 6 и7   | герой        |
| Пол Шулц             | Раян Шапел     | 24 епизода  | 1 – 3         | герой        |
| Даниъл Бес           | Рик Алън       | 18 епизода  | 1             | герой        |
| Мишел Форбс          | Лин Кресги     | 18 епизода  | 2             | герой        |
| Арнолд Вослу         | Хабиб Марван   | 17 епизода  | 4             | злодей       |
| Андони Маропис       | Абу Файед      | 17 епизода  | 6             | злодей       |
| Желко Иванек         | Андре Дрейзън  | 14 епизода  | 1             | злодей       |
| Пауърс Буут          | Ноа Даниелс    | 14 епизода  | 6             | герой/злодей |
| Закари Куинто        | Адам Кауфман   | 23 епизода  | 3             | герой        |
| Денис Хопър          | Виктор Дрейзън | 5 епизода   | 1             | злодей       |
| Хоаким Де Алмейда    | Рамон Салазар  | 12 епизода  | 3             | злодей       |
| Винсент Лареска      | Хектор Салазар | 12 епизода  | 3             | злодей       |
| Пол Блекторн         | Стивън Сондърс | 10 епизода  | 3             | злодей       |
| Грег Елис            | Майкъл Амадор  | 9 епизода   | 3             | злодей       |
| Майкъл Масий         | Айра Гейнс     | 12 епизода  | 1             | злодей       |
| Миа Киршнър          | Манди          | 7 епизода   | 1 – 2 и 4     | злодей       |

Заб. Броят на епизодите е даден спрямо сезон 6.
| Актьор          | Персонаж      | Сезони |
| --------------- | ------------- | ------ |
| Колм Фиори      | Хенри Тейлър  | 7      |
| Ани Уършинг     | Рене Уокър    | 7 - 8  |
| Джефри Нордлинг | Лари Мос      | 7      |
| Джанин Гарофало | Джанис Колд   | 7      |
| Рийс Койро      | Шон Хилинджър | 7      |
| Чери Джоунс     | Алисън Тейлър | 7 - 8  |

## Сезон 1
Внимание:  Текстът по-долу разкрива сюжета на произведението (или части от него)!
Сезонът започва в полунощ в деня на първичните президентски избори в Калифорния. Първата му половина концентрира вниманието на зрителя върху група наемници, водени от Айра Гейнс, чиято цел е покушение върху първия чернокож кандидат за президент с реални шансове за Белия Дом – Дейвид Палмър. Те отвличат дъщерята и съпругата на Джак Бауър – Ким и Тери, за да го принудят да им съдейства в техния план, като накрая поеме вината за убийството на сенатора. Джак успява да неутрализира терористичната клетка и спаси семейството си, но нова информация насочва героите към истинските злодеи – Андре и Алексис Дрейзън.
Две години преди събитията в сезон 1, Джак Бауър е изпратен на секретна мисия в Косово със задача да неутрализира Виктор Дрейзън – дясната ръка на Слободан Милошевич. Сенатската комисия, която ръководи операцията се оглявява от Дейвид Палмър. Операцията е строго секретна и поради това Палмър и Бауър не се познават – свръзката между тях е човек на име Робърт Елис. Оказва се обаче, че Андре и Алексис са разбрали, че тримата са намесени. В хода на сезона Палмър и Бауър се срещат очи в очи, но докато изясняват ситуацията Робърт Елис е убит. Зрителите разбират, че в Косово Джак и екипът му са премахнали двойник на Дрейзън, но в процеса са убили семейството му и всичко, което се случва в този ден, е част от план за отмъщение – Палмър ще е мъртъв, Джак Бауър – осъден за убийството му, а семейството на последния мъртво. Планът на семейство Дрейзън има и друга страна – да се освободи Виктор Дрейзън, който е държан в строго секретен затвор.
Дрейзън залавя Ким отново и изпраща Бауър на самоубийствена мисия при сенатор Палмър. След като тя се проваля бъдещият президент инсценира смъртта си, за да даде време на Джак да се размени срещу дъщеря си. Междувременно Нина Майърс, която помага на Джак през целия сезон се оказва предател и съобщава на Дрейзън, че Палмър е жив. Ким успява да избяга и на Бауър е съобщено, че дъщеря му е намерена мъртва. Нина предупреждава Дрейзън, че ще се компрометира, ако те не премахнат Бауър.
Джак успява да убие Дрейзън и хората му. След това се насочва към бреговата охрана да му кажат за намереното тяло на дъщеря му, но такова липсва. Бауър разбира кой е предателя и се насочва към Антитерористичната част да залови Нина. Междувременно Тери разбира за Майърс и е хваната от нея. Джак залавя Нина след престрелка в подземния гараж на сградата на агенцията, но малко преди полунощ намира съпругата си Тери мъртва.

## Сезон 2
Внимание:  Текстът по-долу разкрива сюжета на произведението (или части от него)!
Сезонът започва в 8 сутринта, когато зрителят научава за атомна бомба, чиято цел е Лос Анджелис. Джак Бауър е пенсиониран и страда след смъртта на съпругата си. Той е извикан и преназначен след като Антитерористичната част открива връзка между терористите и наемници, където е бил под прикритие. След 15 часа усилия на властите бомбата е намерена и детонирана в пустинята Мохаве. Службите откриват запис, от който откриват, че терористите се подкрепят от правителствата на три близкоизточни страни. Президентът Палмър обаче не иска да започне военни действия преди да е напълно убеден в истинността на записа. Членовете на кабинета не са уверени във възможностите на Палмър адекватно да се справи със ситуацията и го отстраняват от длъжност. Вицепрезидентът нарежда военен удар срещу трите страни. Джак и няколко негови колеги откриват, че записът е фалшифициран от хакер, нает от американски и европейски магнати от петролния бизнес. Те планират да натрупат милиони, след като при конфликт в Близкия Изток цените на петрола се повишат неимоверно. Военните удари са отменени и Дейвид Палмър е възстановен като президент, след като на правителството е представено убедително доказателство, че записът е фалшив. В края на сезона обаче президентът е атакуван с биологично оръжие, което се оказва резервният план на петролния концерн.

## Сезон 3
Президентът Палмър е замесен в скандал с новата си приятелка по време на кампанията му за втори мандат. Един от основните спонсори на Дейвид – Алън Миликън се опитва да го принуди да отстрани брат си от екипа заради афера със съпругата на Миликън – Джулия. Вследствие е намесена бившата жена на Дейвид – Шери, която по случайност убива Алън. Политическият опонент Джон Кийлър използва случая, за да принуди Палмър да се оттегли.
В отдела Джак се възстановява от зависимост към хероин, която твърди е следствие от операция под прикритие.
Ким Бауър е вече част от отдела и се вижда с партьора на Джак – Чейс Едмъндс.
Анализаторката Клое О'Браян е представена за първи път, а Джак успява да убие Нина Майърс. Президент Пламър е изнудван от бивш агент на МИ-6, който заплашва да пусне вирус, ако нарежданията му не се спазват. Едно от тях е смъртта на Раян Шапел.

## Сезон 4
Действието започва в 07:00 часа. Джак трябва да спаси живота на новия си шеф – министърът на отбраната Джеймс Хелър и дъщеря на Хелър Одри Рейнс (с която Джак има интимни отношения), след като те са отвлечени от терористи. Терористите, с главно действащо лице Хабиб Маруан, използват това като прикритие при организирането на други атаки срещу САЩ, а Джак е принуден да използва нестандартни методи, за да ги спре, което води до дългосрочни последици както за него, така и за Америка.

## Сезон 5
Джак е смятан за мъртъв от всички, с изключение на няколко от най-близките му приятели. Той е принуден да разкрие прикритието си. В същото време група терористи, свързани с лица от американското правителство, се опитват да откраднат нервнопаралитичен газ, за да защитят американските петролни интереси в Азия, и Джак открива коварен заговор, докато се опитва да ги спре.

## 24: Изкуплението
На 23 ноември 2008 г. излиза двучасов телевизионен филм – „24: Изкуплението“ (с предишно име „24: Изгнаникът“), който развива събитията между шести и седми сезон. На 25 ноември Fox издава DVD с допълнителни 15 минути и други бонуси.
Събитията се случват през 2017 година в деня на стъпването в длъжност на новия президент Алисън Тейлър. Джак Бауър е в измислената африканска страна Сангала и строи жилища за бедните в търсене на душевен мир във време, когато властта е в ръцете на военните, а обикновените мирни жители са подложени на геноцид. Извикан е за излушване от сенатска комисия, но не иска да се яви. Бауър се опитва да спаси деца от военните с помощ от своя стар приятел Карл Бентън, като ги ескортира до американското посолство. Във Вашингтон Ноа Даниелс се среща с Алисън Тейлър, преди тя да встъпи в длъжност, а Том Ленъкс ги информира за кризата в Африка. „Първият син“ Роджър Тейлър се натъква на следа, свързваща диктаторския режим в Африка с високопоставени членове на правителството на САЩ.
| Актьор           | Персонаж                |
| ---------------- | ----------------------- |
| Кийфър Съдърланд | Джак Бауър              |
| Джон Войт        | Джонас Ходжис           |
| Карли Поуп       | Саманта Рот             |
| Ерик Лайвли      | Роджър Тейлър           |
| Робърт Карлайл   | Карл Бентън             |
| Кълм Фиор        | Хенри Тейлър            |
| Спраг Грейдън    | Оливия Тейлър           |
| Гил Белоус       | Франк Трамел            |
| Боб Гънтън       | Итън Канин              |
| Тони Тод         | Бенджамин Джума         |
| Питър Макникъл   | Том Ленъкс              |
| Пауърс Буут      | Президент Ноа Даниелс   |
| Чери Джоунс      | Президент Алисън Тейлър |

## Сезон 7
Сезонът започва в 08:00. Действието се развива във Вашингтон. Антитерористичният отдел е разпуснат, а бившият федерален агент Джак Бауър е съден от сенатска комисия. Но той е изведен от съдебната зала от агентка на ФБР Рене Уокър, която търси помощта му за намирането на един от виновниците, причинили терористични атаки – някогашния му приятел Тони Алмейда. Междувременно начело на страната е първата жена президент Алисън Тейлър, която е изнудвана от африкански диктатор със заплахата за множество терористични актове на територията на САЩ. В същото време Джонас Ходжис се опитва да внесе патоген, причиняващ гърчове и след броени дни смърт. По поръчка на Ходжис са убити много хора, един от които сенаторът, който съди Джак и за известно време именно Джак е смятан за основен заподозрян, а единствено агентката на ФБР Рене Уокър вярва в невинността му. През това време Тони Алмейда успява да убеди Джак, че е на тяхна страна (оказва се, че той работи с други бивши агенти на вече несъществуващия Отдел) и започва да им помага. В развитието на събитията генерал Джума вече е държал за заложник президента Алисън Тейлър в Белия дом, но е заловен, а синът на президента е убит. Опитвайки се да спре контейнерите с патогена, който вече е в страната, Джак се заразява. В операция в базата на „Старкуд“ – компания, държаща най-голямата частна войска, чийто директор е Джонас Ходжис – Тони успява да унищожи патогена. По късно се оказва, че един контейнер е спасен и именно Тони го взема, като предава Джак и ФБР. Вследствие действието на патогена състоянието на Джак се влошава и той получава гърчове, но му дават серум, който ги потиска. Тони заедно с неизвестни, но влиятелни съюзници, подготвя нов терористичен акт с откраднатия контейнер, но с помощта на Клои Обрайън е открит и арестуван. През това време агенти на терористичната организация намират на летището Ким Бауър, която е пристигнала за да види умиращия си баща. Като изпращат видео на Ким, терористите принуждават Джак да помогне на Тони да избяга. Той отвлича микробуса, в който е Алмейда, и освободения Тони взима Джак със себе си, който преди да тръгне кара агент Рене Уокър, която през цялото време му помага, да намери дъщеря му. Тони убеждава съюзниците си, че може да използват Джак, за да възстановят патогена, и иска да се срещне с най-високопоставения в организацията; по-късно се оказва, че този човек е виновен за смъртта на съпругата на Тони и нероденото им дете. Джак успява да избяга, всички са заловени, Ким иска да се направи операцията, която преди това са предложили на Джак с минимален шанс да се излекува.

## Сезон 8
Сезонът започва и свършва в 16:00 ч. Действието се развива в Ню Йорк 18 месеца след случилото се в предишния сезон. Джак Бауър се е излекувал напълно от поразилия го в седми сезон вирус и се готви да замине за Лос Анджелис заедно с дъщеря си Ким, съпругът ѝ и внучката му Тери. В същото време в сградата на ООН се провеждат мирни преговори между президент Алисън Тейлър и президента на измислената държава Ислямска република Камистан – Омар Хасан, както и много водещи държави. Джак Бауър научава, че камистански терористи се опитват да извършат покушение срещу президент Хасан, за да провалят подписването на мирния договор и се включва в предотвратяването му. Заедно с Антитеростичния отдел в Ню Йорк откриват, че заговорът цели и закупуване на ядрен материал, с помощта на който да се взриви бомба и да се предизвика международен конфликт. В продажбата на ядрения материал са замесени руснаци от тайни терористични организации. За да достигнат до материала, извикват Рене Уолкър, която преди години е работила под прикритие и познава много от руснаците. Камистанските терористи се сдобиват с урана и заплашват да взривят мръсна бомба в Ню Йорк, ако не им бъде предаден президента Хасан. След като разбира за заплахата, президентът Хасан сам се предава на терористите. Джак Бауър и Рене Уолкър ръководят операцията по откриването му, в крайна сметка президент Хасан е убит от терористите.
Мирните преговори са провалени и всички страни са напът да се оттеглят, когато изниква възможността вдовицата на Омар Хасан – Далия да заеме неговото място и да подпише договора. Руският представител Новакович е твърдо против. Тогава на сцената отново се появява експрезидента Чарз Лоугън, който предлага на президента Тейлър да върне руснаците в преговорите, без да уточнява как. Чарлз Лоугън е запознат с конспирацията от този ден и знае, че руснаците са подготвили всичко, така че да натопят камистанските терористи и да провалят преговорите.

## Любопитни факти
- Рейко Ейлсуърт първоначално се е явила на прослушване за ролята на Нина Майърс, а впоследствие и за тази на Кейт Уорнър.
- Пол Блекторн, който играе Стивън Сондърс първоначално се е явил за ролята Майкъл Амадор, но се е провалил. Въпреки това агентът е успял да му уреди ролята на злодея в сезон 3.
- Кийфър Съдърланд подписва договор за още три сезона по време на сезон 5. Ролята му на Джак Бауър е първа за телевизията.
- Към 2008 година е единствената продукция на Fox, която е печелила награда Еми за най-добър драматичен сериал. Това се случва на наградите за 2006 година.
- От актьорите се изисква да се подстригват на всеки пет дни.
- Контузията на глезена на Тони Алмейда в сезон 2 е добавена по-късно в сценария, тъй като Карлос Бърнард наистина се контузва, докато играе баскетбол.
- За да се завърши един сезон отиват 10 и половина месеца, като за всеки епизод се използват около 25 часа суров материал.
- Денис Хейсбърт и Пени Джонсън Джералд играят второстепенни роли във филма „Абсолютна власт“ с Клинт Истууд през 1997 година.
- Зандър Бъркли и Сара Кларк са съпрузи, но рядко споделят време на екрана през първите два сезона, където играят и двамата.
- Освен Кийфър Съдърланд само Глен Моршауър играе във всеки един от първите 7 сезона на продукцията.
- Издадени са два саундтрака към сериала. Първият покрива първите три сезона, а втория 4 и 5, като и двата са композирани от Шон Калери. Освен това основната музикална тема към филма е ремиксирана два пъти – от Армин Ван Бурен под името „The Longest Day“ (Най-дългият ден) и Кристъл Метъд. Последната може да се прослуша от официалния сайт на 24 към Фокс.
- Декорите на Еър Форс 1 от втори сезон са същите като тези, използвани във филма „Еър Форс 1“ с Харисън Форд и сериала „Западното крило“ с Мартин Шийн. Зандър Бъркли, който играе Джордж Мейсън в „24“, участва също и в „Еър Форс 1“.
- Епизод 21 от 18 сезон на Семейство Симпсън се казва „24 минути“ и е направен изцяло във формата на „24“, като Кийфър Съдърланд и Мери Лин Райскъб озвучават персонажите си и в анимацията.
- Голяма част от екипа на „24“ стои и зад създаването и реализацията на сериала „Никита“, като Робърт Кокран, Джоуъл Сърнау, композитора Шон Калери, както и актьорите Юджийн Робърт Глейзър (Александър Трепкос), Карло Рота (Морис О'Брайън) и Албърта Уотсън (Ерин Дрискоу). Никита завършва на 4 март 2001 година, 8 месеца преди премиерата на „24“ на 6 ноември същата година.
- След като Съдърланд спечелва „Златен глобус“ за ролята на Джак Бауър само за първите 10 серии от сезон 1 през 2002 година, рейтингите на продукцията скачат и това принуждава Фокс да продължи филмирането на сериала. През 2006 година Съдърланд печели и „Еми“ за ролята.
- Във филма „Наказателят“ от 2004 година научаваме, че Франк Кесъл е агент от Антитерористичната част – измислената агенция от „24“.

## „24“ в България
В България сериалът започва излъчване на 10 януари 2002 г. по bTV, всеки четвъртък от 21:00. За периода между 2002 и 2006 година са излъчени първите три сезона. Третият сезон се излъчва от есента на 2005 година до пролетта на 2006 в понеделник и четвъртък.
Четвърти сезон започва излъчване на 12 март 2008 г. по Нова телевизия, всеки делник от 22:30 и завършва на 14 април. Пети сезон започва веднага след него на 15 април със същото разписание и завършва на 16 май. На 15 септември 2008 г. започва шести сезон, отново всеки делник от 22:30. На 22 и 25 септември, и 9 и 13 октомври няма излъчени епизоди. Последният епизод е на 22 октомври. На 8 юни 2009 г. от 22:30 е излъчен филмът „24: Изкуплението“, а на 9 юни започва седми сезон с разписание всеки делник от 22:30, който завършва на 10 юли. На 22 декември започва повторно излъчване на четвърти сезон, всеки делник от 23:00, като последния епизод е излъчен на 28 януари 2010 г. На 28 юни 2010 г. започва осми сезон, всеки делник от 23:30 и завършва на 29 юли. Осми сезон започва повторно на 10 май 2012 г., всеки делник от 23:30. На 8 юни няма епизод, а вместо това разписанието е от вторник до събота от 00:30. Повторенията приключват на 13 юни.
На 21 юли 2008 г. сериалът започва повторно излъчване по Fox Crime с разписание всеки делник от 23:00 и с повторение от 15:00. Пуснати са първите три сезона. На 29 май 2009 г. стартира отново, всеки делник от 19:30. На 15 декември започва четвърти сезон, всеки вторник от 21:10 по два епизода един след друг. През 2010 г. започват пети, шести, седми и осми сезон, който приключва през 2011 г.